# 伊萬·羅
伊萬·羅（Evan Roe，2000年2月9日—）是美國的一位電視演員，出生在西雅圖。他最著名的作品是在CBS電視劇國務卿女士中飾演Jason McCord角色。